# Hohenreuth (Hummeltal)
Hohenreuth ist ein Gemeindeteil der Gemeinde Hummeltal im Landkreis Bayreuth (Oberfranken, Bayern). Hohenreuth liegt in der Gemarkung Creez.

## Geografie
Die Einöde liegt am Hohenreutherbächlein, einem linken Zufluss der Mistel. Im Südosten liegt der Gubitzmooswald mit den Erhebungen Eichenleite und Schleifberg (563 m ü. NHN), die zu den Ausläufern der Fränkischen Schweiz zählen. Ein Anliegerweg führt zur Staatsstraße 2163 (0,6 km nordöstlich) zwischen Creez im Norden und Bärnreuth im Süden.

## Geschichte
Gegen Ende des 18. Jahrhunderts bestand Gubitzmoos aus einem Anwesen und gehörte zur Realgemeinde Creez. Die Hochgerichtsbarkeit stand dem bayreuthischen Stadtvogteiamt Bayreuth zu. Das Hofkastenamt Bayreuth war Grundherr der Sölde.
Von 1797 bis 1810 unterstand der Ort dem Justiz- und Kammeramt Bayreuth. Mit dem Gemeindeedikt wurde Hohenreuth dem 1812 gebildeten Steuerdistrikt Pettendorf und der im gleichen Jahr gebildeten Ruralgemeinde Creez zugewiesen. Am 1. April 1971 wurde Hohenreuth im Zuge der Gebietsreform in Bayern in die Gemeinde Hummeltal eingegliedert.

### Einwohnerentwicklung
| Jahr      | 001822 | 001861 | 001871 | 001885 | 001900 | 001925 | 001950 | 001961 | 001970 | 001987 | 002022 |
| Einwohner | 5      | †      | 5      | 5      | 6      | 5      | 3      | 6      | 6      | 4      | 0      |
| Häuser    | 1      |        |        | 1      | 1      | 1      | 1      | 1      |        | 1      |        |
| Quelle    | [ 6 ]  | [ 9 ]  | [ 10 ] | [ 11 ] | [ 12 ] | [ 13 ] | [ 14 ] | [ 15 ] | [ 16 ] | [ 17 ] | [ 1 ]  |

## Religion
Hohenreuth ist evangelisch-lutherisch geprägt und war ursprünglich nach St. Bartholomäus (Mistelgau) gepfarrt. Seit der zweiten Hälfte des 20. Jahrhunderts ist die Pfarrei Friedenskirche (Hummeltal) zuständig.